# Péritio
Vous lisez un « bon article » labellisé en 2010.
Le péritio (peryton en anglais) est un animal imaginaire maléfique, mi-oiseau et mi-cerf, au plumage bleu ou vert (souvent bicolore).
Cette créature est mentionnée par l'écrivain argentin Jorge Luis Borges dans son ouvrage Le Livre des êtres imaginaires (publié la première fois en 1957 sous le titre Manual de zoología fantástica) où il affirme en tenir la description d'un manuscrit médiéval maintenant perdu. Selon la légende qu'il rapporte, les péritios seraient les responsables de la chute de Rome et viendraient de l'Atlantide. Il se nourrissaient d'êtres humains, se déplaceraient en hordes et ne projetteraient pas leur propre ombre, mais des ombres de forme humaine qu'ils utiliseraient pour capturer les hommes et s'en nourrir.
Cette créature entre dans la thématique de l'ombre et du double, omniprésente dans l'œuvre de Borges. Suivant cette logique, le péritio symboliserait l'esprit de personnes mortes et égarées, ou le reflet de dieux. Il n'existe pas de source connue et antérieure au Livre des êtres imaginaires faisant explicitement référence au péritio. Cette créature a vraisemblablement été inventée par Borges dans un but d'ironie, ou en hommage à l'imagination humaine.
Depuis, le péritio a été largement repris dans les bestiaires de plusieurs jeux de rôle et les ouvrages anglo-saxons de fantasy, où il est souvent dépeint comme un cerf ailé avec des caractéristiques variables. Il fait partie de l'univers de Donjons et Dragons depuis sa première édition, ainsi que de nombreuses œuvres plus récentes.

## Étymologie
Le nom de peryton, traduit par « péritio » en français, semble être issu du latin « peritius », qui se trouve être le nom latin du quatrième mois de l'ancien calendrier macédonien. Les possibles liens entre le nom de ce mois et la créature ne sont pas établis.

## Mention de Borges dans leLivre des êtres imaginaires
Le péritio figure pour la première fois de façon vérifiable dans l'édition originale espagnole du Livre des êtres imaginaires de Jorge Luis Borges, parue en Argentine en 1957 sous le titre de Manual de zoología fantástica, et traduite puis rééditée dans de nombreuses langues dont l'anglais et le français. Ce manuel contient les descriptions de 120 créatures issues des légendes et de la littérature.

### Sources
L'auteur argentin affirme se référer à un manuscrit médiéval maintenant perdu pour donner sa description du péritio. Selon cet hypothétique document, la Sibylle d'Érythrées aurait prédit que la ville de Rome serait détruite par ces créatures. En l'an 640, les prophéties conservées à la bibliothèque d'Alexandrie auraient disparu dans un grand incendie, et en 671, la destruction des oracles fit disparaître la seconde source de la prophétie. Les grammairiens qui entreprirent sa restauration n'auraient jamais retrouvé la prophétie concernant le sort de Rome. Borges rapporte toutefois le texte anonyme d'un rabbin de Fès au XVIe siècle, qu'il assure être Aaron Ben Chaïm. Il décrit la rencontre de Publius Cornelius Scipio avec des péritios près du détroit de Gibraltar, entre -237 et -183, et cite le travail perdu d'érudits arabes. Le rabbin qui a préservé cette description l'aurait déposée dans la bibliothèque de l'Université de Munich, mais ce document aurait également disparu. Borges en conclut qu'il est nécessaire de trouver une nouvelle source sur le péritio.

### Description
Des fragments de l'œuvre supposée du XVIe siècle concernant les péritios sont mentionnés dans Le Livre des êtres imaginaires. Le péritio possèderait les caractéristiques physiques d'un cerf et d'un oiseau à la fois. Lui sont attribués la tête, le cou, les pattes, et les bois d'un cerf ainsi que le plumage, le corps, l'arrière, la queue et les ailes d'un grand oiseau. Il serait de couleur vert foncé ou bleu clair et habiterait l'Atlantide. Exposé au soleil, cet étrange hybride projetterait une ombre qui, au lieu d'être celle d'un cerf ailé comme on s'y attendrait, se présenterait comme celle d'un homme. Bien que l'apparence du péritio laisse supposer un régime herbivore et qu'ils se nourrissent de terre sèche, ces créatures affectionnent aussi la chair humaine, et ont la faculté de capturer les hommes en se faisant obéir de leur ombre. Il s'agirait des manifestations spirituelles de voyageurs morts loin de leurs foyers et « de la protection de leurs dieux ».
Scipion et ses soldats en route pour Carthage auraient été attaqués par un troupeau de péritios qui semblaient insensibles à leurs armes. Les animaux fondirent sur leurs navires et tuèrent beaucoup d'hommes en les déchirant avec leurs dents et en se vautrant dans leur sang, avant de fuir dans les hauteurs. Le résultat de la bataille n'est pas connu.

### Symbolique
La symbolique du péritio laisse supposer que ces créatures sont des âmes de meurtriers emprisonnés dans un corps de bête, ou des fantômes de marins morts. De plus, ces animaux sont mentionnés en vol au-dessus de la mer Méditerranée et de ses îles pour attaquer les navires et dévorer les marins, ne peuvent être vaincus par une arme humaine, ne peuvent tuer personne avant que leur ombre ne recouvre entièrement le corps de leur victime, et ne tuent plus d'autre être humain juste après l'avoir fait, puisqu'ils sont alors apaisés « et obtiennent la faveur des dieux ». Après leur rituel macabre, les péritios deviennent l'ombre d'eux-mêmes, et sont libres de s'envoler et de vivre le restant de leur vie dans la paix. Chaque péritio devait donc tuer un homme et son âme s'en trouvait libérée, c'est, suivant cette interprétation, probablement ce qui sauva les marins accompagnant Scipion de l'anéantissement.

## Origines
- Si vous ne connaissez pas le sujet, laissez ce bandeau (vous pouvez alors contacter les auteurs).
- Si vous supprimez le contenu mis en cause (vous pouvez préalablement contacter les auteurs),

argumentez précisément cette suppression dans la page de discussion
(un manque de référence n'est pas un argument ; une recherche réelle de référence doit avoir été effectuée, être formellement documentée).
Le péritio est totalement inconnu des sources classiques, la seule source connue actuellement est donc celle de Borges. L'auteur argentin, par ailleurs familier des thématiques en rapport avec le miroir, le double, l'ombre et le labyrinthe, omniprésentes dans son œuvre, l'a très probablement inventé. En effet, comme le souligne Michel Lafon, les critiques ont relevé de nombreuses « références pseudo-érudites » dans l'œuvre de Jorge Luis Borges, et il se livre également à la réécriture. Suivant cette logique, l'invention du péritio serait soit un hommage à l'imagination humaine, soit une démonstration de l'ironie borgésienne.
Quelques sites internet avancent qu'à partir des caractéristiques morphologiques et thématiques du péritio, il semble peu probable qu'il soit une totale invention moderne. Son lien possible avec des représentations de gazelles ailées (et non de cerfs), fréquentes dans l'art égyptien où elles symbolisaient l'idée de vitesse, n'est pas connu.
Une source médiévale que Borges aurait pu utiliser est néanmoins envisageable. En effet, il existe au moins une version médiévale, mais sans nommer la créature en question : une dépiction d'un cerf ailé est attestée sur l'étendard de bataille des Ducs de Bourbon. C'est Pierre II de Bourbon qui aurait introduit le cerf ailé dans l'emblématique familiale repris ensuite par son gendre le connétable Charles III de Bourbon qui en aurait fait l'emblème de sa révolte contre le roi François Ier,. Le cerf ailé fait également parti de l'emblématique de la maison royale des Valois, depuis le roi Charles VI jusqu'à François Ier.

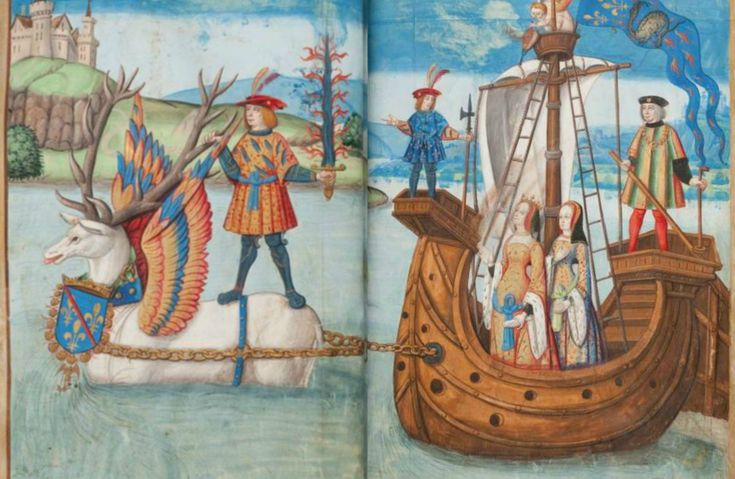
Le connétable de Bourbon sur son cerf ailé, 16e siècle.
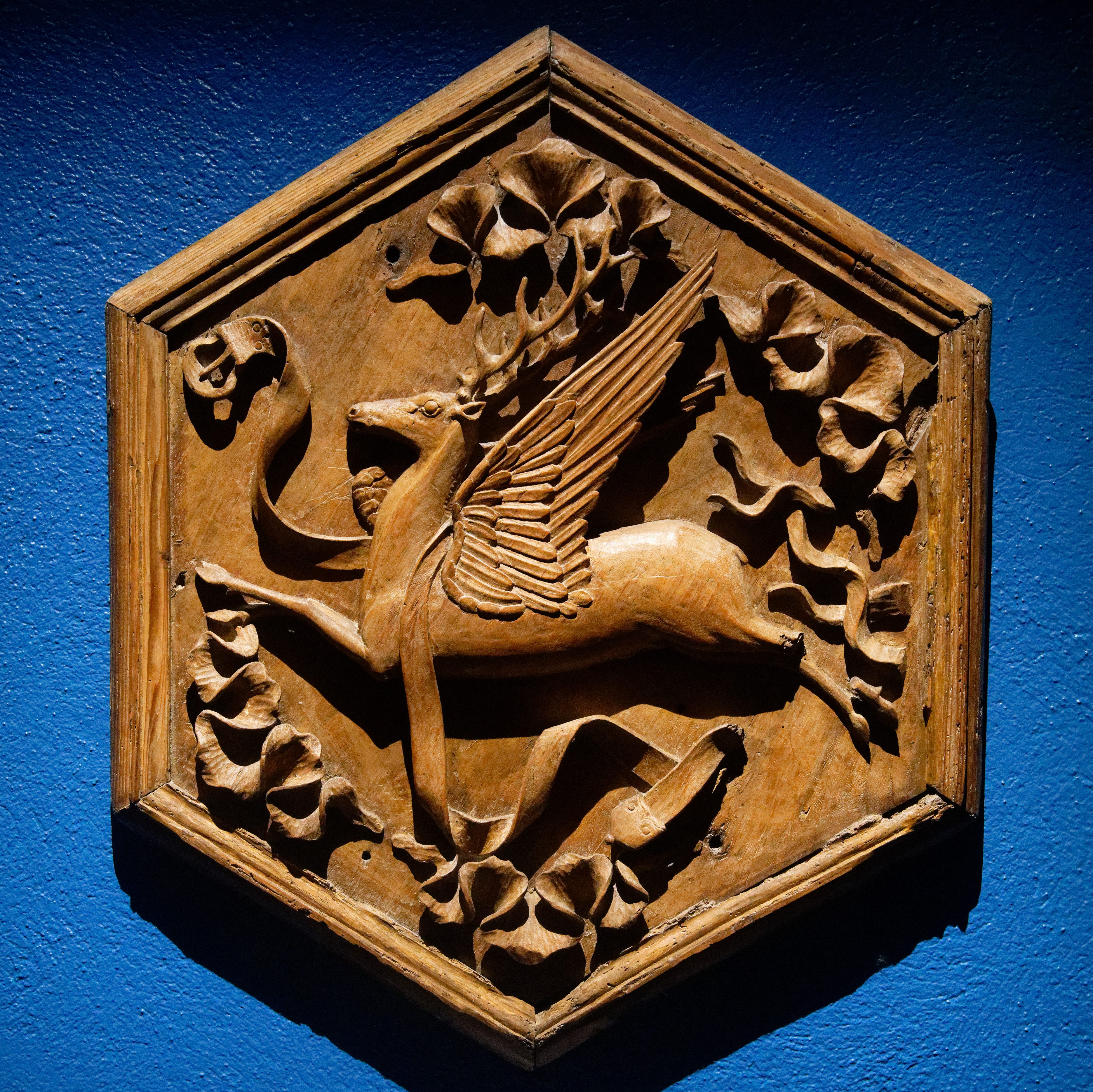
Cerf ailé des ducs de Bourbon, 15e siècle.
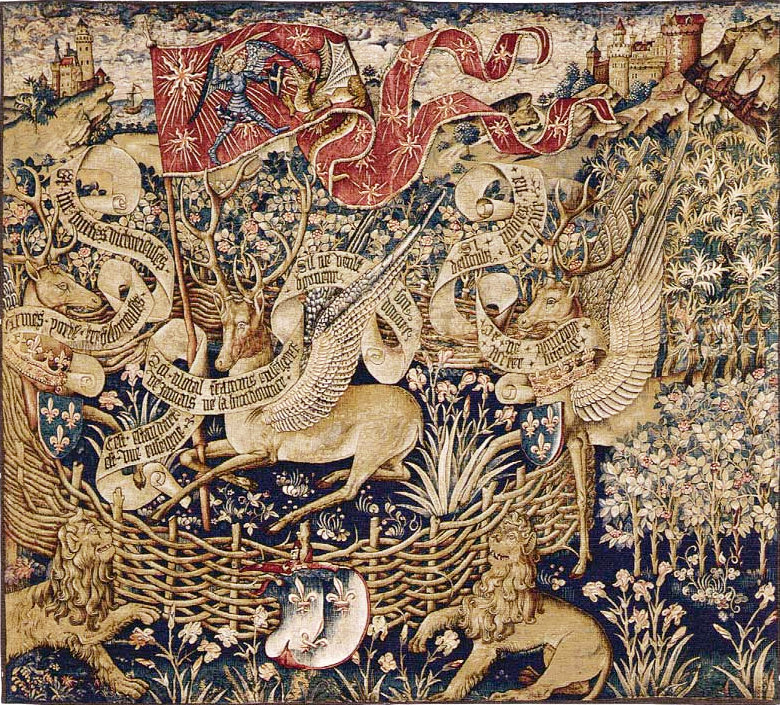
Tapisserie des Cerfs ailés, emblèmes du roi de France, 15e siècle.

## Dans la culture populaire
Le péritio fait de multiples apparitions dans des œuvres postérieures au Livre des êtres imaginaires, son apparence y variant parfois considérablement. Il peut être dépeint comme un cerf ailé, ne gardant de l'oiseau que ses ailes mais conserve le plus souvent la symbolique négative qui lui est attachée. Quelques bestiaires et romans modernes se réfèrent au péritio comme à une créature issue de légendes anciennes, malgré l'absence d'autre source que Borges.

### Fantasy
Le péritio est mentionné sporadiquement dans des œuvres littéraires, principalement de la fantasy anglo-saxonne. Il peut y avoir différentes caractéristiques, plus ou moins proches de celles qu'a mentionnées Borges. Un péritio proche de la description originale joue un rôle de méchant secondaire dans le roman de fantasy The Cinnabar Box, contrairement aux autres, ce péritio est capable de comprendre et parler le langage humain. Une histoire rattachée à l'univers de Donjons et Dragons, La source obscure, troisième tome de la Trilogie des Sélénae écrite par Douglas Niles, met en scène un vol de perytons parmi l'armée de monstres démoniaques invoquée par le principal personnage antagoniste du roman. Un péritio meurtrier du nom d'Orfeo est l'un des principaux antagonistes du roman de fantasy Whiskey and Water, écrit par Elizabeth Bear.
L'écrivain américain Gene Wolfe donne le nom de « Peryton » à une constellation dans son cycle Le Nouveau Soleil de Teur.

### Littérature jeunesse
Ces créatures se retrouvent en littérature jeunesse, où elles vivent en essaims et ont la taille d'un chat dans le roman de fantasy The Unicorn Sonata de Peter S. Beagle, tout en étant les ennemis naturels des licornes. Des péritios au pelage doré et aux cornes empoisonnées attaquent le personnage principal du roman de fantasy jeunesse Fablehaven : Secrets of the Dragon Sanctuary. Dans L'École des Dragons de Salamanda Drake, les pérytons sont des cerfs ailés considérés comme du gibier. Ils y sont décrits comme très rapides, mais avec une chair délicieuse.

### Bande dessinée
Dans l'épisode Donald, chat sœur deux trop fée, paru en octobre 1987 aux États-Unis sous le nom de Mythological Menagerie et traduit en français dans Le Journal de Mickey n°1886, Donald Duck utilise de fausses ailes en carton pour donner à un cerf l'apparence d'un « peryton », afin d'effrayer Riri, Fifi et Loulou.

### Jeux vidéo
Le péritio se retrouve dans les jeux vidéo puisqu'il est un ennemi commun dans la série des Star Ocean. Dans le MMORPG World of Warcraft, l'une des montures volantes chevauchées par les elfes de la nuit ressemble beaucoup à la description du péritio (tête et ailes de corbeau, cornes de cerf, partie inférieure du corps d'un cerf ou d'un cheval, couleur bleu et vert foncé) bien qu'ils soient nommés des « hippogriffes ».
Dans Final Fantasy XI, un monstre commun est nommé « Peryton », mais ne ressemble que très peu à la description originale de Borges.

### Jeux de rôle
Le péritio a également inspiré l'univers du jeu de rôle, en particulier aux États-Unis.

#### Donjons et Dragons
Dans le bestiaire de Donjons et Dragons, le peryton figure depuis la première édition du Manuel des monstres en 1977. Il s'agit d'une créature magique de type bête, possédant le corps d'un aigle géant et une tête de cerf surmontée de cornes d'obsidienne brillantes, un plumage vert foncé, une tête bleu-noir aux yeux orange pâle et des serres jaunes, il est donc différent en apparence du péritio de Borges, mais a probablement contribué à faire connaître la créature grâce à la grande diffusion du jeu, à ses très nombreux produits dérivés (romans, figurines, etc.) et à ses publications de décors de campagne. 

#### Shadowrun
Dans Shadowrun, le peryton est un ennemi commun, semblable à un cerf ailé doté de grandes incisives. Il mesure 1,5 m au garrot pour une envergure de 5,50 mètres et un poids de 220 kg. Il est omnivore et s'attaque parfois à l'être humain qu'il attaque en plongeant sur ses victimes depuis le ciel. Créature diurne et solitaire, il vit dans les collines d'Europe du Sud et de l'Est. Il peut provoquer des accidents et générer une « zone de silence ».

#### Autres jeux de rôle
Dans le bestiaire du jeu de rôle World of Chronos, le péritio est décrit comme vivant en hordes.
Une maison d'édition nommée Peryton publishing a produit un jeu de rôle sous le titre de Peryton. L'apparence du monstre est similaire à celui de Donjons et Dragons, si ce n'est pour les ailes, semblables à celles d'une chauve-souris et non d'un oiseau.

### Autres
The Peryton est le nom d'un film amateur tourné en 2005, et récompensé au 48 hours Philadelphia film project la même année pour ses effets spéciaux. Dans la série d'épisodes Mospeada de Robotech, the Sentinels, Peryton est le lieu d'origine d'une race de sorciers mutants à cornes manipulant l'énergie, et nommés les perytoniens. L'espèce est humanoïde avec des têtes en forme de cône, des cornes, et deux pouces sur chaque main.
Peryton est également le nom donné à des émissions d'ondes radio atypiques et rapides, captées notamment par le radiotéléscope de Parkes. Une étude rendue en 2015 démontre que ces ondes péryton provenaient en réalité du four à micro-ondes utilisé par les astrophysiciens.